# Resolució 642 del Consell de Seguretat de les Nacions Unides
La Resolució 642 del Consell de Seguretat de les Nacions Unides, adoptada per unanimitat el 29 de setembre de 1989 després de recordar resolucions 598 (1987), 618 (1988) i 631 (1989) i després d'examinar un informe del Secretari General Javier Pérez de Cuéllar sobre el Grup d'Observadors Militars de les Nacions Unides per Iran i Iraq, el Consell de Seguretat va decidir:
- convocar Iran i Iraq perquè ambdós apliquin la Resolució 598;
- renovar el mandat del Grup d'Observadors Militars de les Nacions Unides per Iran i Iraq per uns altres sis mesos fins al 31 de març de 1990;
- demanar al Secretari General que informi sobre la situació i les mesures adoptades per aplicar la Resolució 598 al final d'aquest període.